# Maria Anna Mogas i Fontcoberta
Maria Anna Mogas i Fontcuberta (Hostal del Lledoner, agregat a les Franqueses del Vallès, 13 de gener de 1827 - Fuencarral, Madrid, 3 de juliol de 1886) fou una religiosa, fundadora de la congregació de les Franciscanes Missioneres de la Mare del Diví Pastor. És venerada com a beata per l'Església catòlica.

## Biografia
Tercera dels quatre fills de Llorenç Mogas, pagès i hostaler, i Magdalena Fontcuberta, va néixer el 1827 i fou educada en un ambient profundament cristià. Molt devota de petita va quedar orfe de pare als set anys, i de mare als catorze. Va passar a viure amb una tia, Maria Mogas, a Barcelona, vídua benestant. Va ajudar a la vida parroquial de Santa Maria del Mar, on tenia com a confessor el pare Gorgues. Als 21 anys va conèixer unes monges caputxines exclaustrades, Elisabet Jubal, Marta Suñol i Remei Palos i Casanova, que sota l'orientació de Josep Tous i Soler, també caputxí exclaustrat, vivien juntes en un pis llogat intentant reprendre la vida monàstica, llavors prohibida, i les seves activitats d'educació a nenes. Anna Maria s'hi afegí i projectaren de fundar un institut on oficialitzar la seva manera de viure; exposaren el projecte al bisbe de Vic Llucià Casadevall, que l'acceptà i els proposà d'obrir una escola a Ripoll. Amb 23 anys es consegrà com a monja.
Les tres antigues monges van ésser enviades a Ripoll i van començar a viure en comunitat, instaurant-se el 27 de maig d'aquell any. El 7 de juny de 1851 fan la seva professió com a congregació de les Terciàries Caputxines de l'Ensenyança o Germanes de l'Ensenyança Gratuïta, i divuit dies després, el 25 de juny, hi professava Maria Anna Mogas. S'hi establiren com a "señoras de enseñanza" en una escola privada, ja que encara no podien establir-s'hi congregacions religioses. De les tres germanes que van iniciar la congregació, en va restar només la mare Remei. Jubal, arran del Concordat de 1851, tornà l'octubre a la seva vocació de monja de clausura. Al seu lloc, Maria Anna Mogas fou nomenada superiora el setembre de 1851. La comunitat, però, té pocs recursos per a viure: no percebien ingressos per la tasca d'educació i les aportacions voluntàries, en un any d'escassetat, van ser minses. Tenien el suport de l'ajuntament de Ripoll, però aquest interferia en les seves admissions i en l'estil d'ensenyament, tot i ser l'única escola existent al poble.
El 1852, s'alliberen de la tutela municipal. Mogas continua al davant de l'escola, imprimint-li un carisme franciscà i marià alhora, posant-la sota l'advocació de Maria, Divina Pastora. Ha de fer exàmens de Magisteri per poder continuar amb la direcció de l'escola i els passa, confirmant-se com a mestra. El 1857, s'exigeix que les congregacions religioses del poble que, a més de l'ensenyament, s'encarreguin de l'atenció als malalts: es demana llavors a les Terciàries que s'uneixen a alguna altra congregació que tingui hospitals, com les de dominiques o algunes carmelites, però Mogas no ho veu clar i, finalment, opta per marxar de Ripoll, tot i el parer del pare Tous de continuar-hi i acceptar l'atenció als malalts.
Va ser llavors quan Tous pren el càrrec de director general de l'institut, amb l'aprovació del bisbe de Barcelona i tria Capellades com a nova seu. Arran de conflictes entre Mogas i un dels capellans, envià aquesta a Sant Quirze de Besora, on fundaria una nova casa, i intervingué en la resolució dels conflictes interns de la congregació, mitjançant una carta de 1864. De mica en mica la congregació obre cases a Barcelona i Girona.

### Madrid
El 1865, Josep Benet Serra i Julià busca unes germanes perquè es facin càrrec d'una obra pietosa fundada per l'aristòcrata de Madrid María Antonia Oviedo, una fundació per a la rehabilitatció de joves prostitutes que volen abandonar aquest ofici i que esdevindrà congregació de les Oblates del Santíssim Redemptor. Demana la col·laboració de Josep Tous i aquest proposa a Anna Maria Mogas que hi vagi: Anna, amb quatre religioses, hi arriba el 10 de desembre de 1865.
La visió d'aquesta del carisma de la congregació és diferent i s'accentuarà amb el temps: mentre que la congregació volia mantenir l'esperit dels caputxins, Mogas desitjava acollir-se a l'obediència franciscana. Així, el 1867, Mogas i les altres tres germanes, deixen l'asil de Ciempozuelos i acaba instal·lant una escola a Madrid, al carrer Juanelo. La distància, la manca de comunicació freqüent i la mort del pare Tous en 1871 van fer que les comunitats de Barcelona i Madrid acabaren separant-se, formant dues branques (i dues congregacions, de fet) diferents: les Franciscanes Caputxines de la Divina Pastora a Barcelona i les Franciscanes de la Divina Pastora a Madrid, cadascuna amb constitucions i superiores pròpies. Així, amb Maria Anna Mogas al davant, es funda el 1872 a Toledo la nova congregació de Franciscanes Missioneres de la Mare del Diví Pastor.
De mica en mica, la congregació de Madrid creix i obre noves escoles, no només a la capital sinó en altres llocs: Fuencarral (Madrid, col·legi del Sagrado Corazón), Còrdova (on les germanes també assisteixen a malalts a domicili), Toledo, Santander, etc.
El 1878 té un primer atac d'apoplexia, del que no es recuperarà de tot. Al maig de 1886, ja greu, es retira a Fuencarral, on mor el 3 de juliol de 1886.

## Escola Anna Mogas de Granollers
El 1958 les superiores de la Divina Pastora compren la casa del marquès de les Franqueses, Joan Sanpera, i fan l'Escola Anna Mogas com a homenatge a Anna Mogas, la lledonenca més universal. L'obra educadora de Mogas hauria portat a fundar una quarantena d'escoles arreu del món, a Amèrica, Àfrica i Europa.

## Veneració
Fou beatificada per Joan Pau II, el 6 d'octubre de 1996. Les seves restes són a la casa mare de la congregació, a Fuencarral.